# Vyšné nad Hronom
Vyšné nad Hronom (em húngaro: Nagyod) é um município da Eslováquia, situado no distrito de Levice, na região de Nitra. Tem 6,47 km² de área e sua população em 2018 foi estimada em 180 habitantes.

## Demografia
| Ano:        | 1994 | 2004   | 2014   | 2024   |
| ----------- | ---- | ------ | ------ | ------ |
| Broj ljudi: | 195  | 192    | 183    | 176    |
| Razlika:    |      | -1,53% | -4,68% | -3,82% |

| Ano:               | 2023 | 2024   |
| ------------------ | ---- | ------ |
| Número de pessoas: | 173  | 176    |
| Diferença:         |      | +1,73% |